# Yuji Ide
Yuji Ide (Japans: 井出 有治, Ide Yūji) (Saitama, 21 januari 1975) is een Japans autocoureur en maakte in 2006 zijn debuut in de Formule 1.

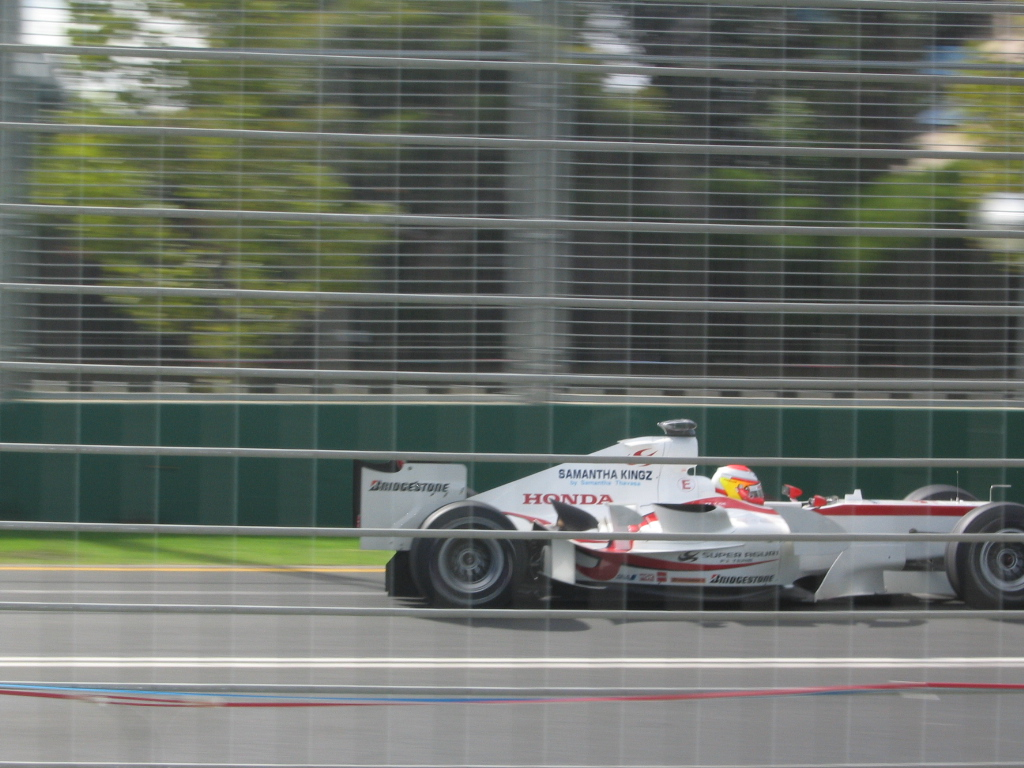
Yuji Ide in de Super Aguri tijdens de GP van Australië

Ide begon in 1990 met karting en kwam daarna onder andere uit in de Japanse en Franse Formule 3, GT kampioenschappen en de Formule Nippon. In die laatste categorie eindigde hij in 2005 als tweede waarna hij enigszins verrassend door teambaas Aguri Suzuki werd uitgekozen om voor diens nieuwe Super Aguri Formule 1-team te gaan rijden. Bij de Grand Prix van Bahrein maakte Ide zijn debuut maar viel uit. Tijdens de Grand Prix van San Marino viel hij in negatieve zin op toen hij Christijan Albers in de eerste ronde uit de wedstrijd duwde. De FIA gaf daarop het advies aan Super Aguri om Ide meer ervaring op te laten doen en voorlopig niet meer te laten starten. Yuji Ide werd daarop voor de Grand Prix van Europa vervangen door Franck Montagny. Na deze Grand Prix heeft de FIA de superlicentie van Ide ingetrokken en keerde hij niet meer terug als racecoureur in de Formule 1. Aan het eind van het seizoen verloor de Japanner ook zijn FIA Super Licentie door roekeloos rijden. Na zijn mislukte Formule 1-carrière ging de Japanner terug naar Japan om in de Formule Nippon te rijden. In 2006 reed hij een half seizoen en haalde geen punten. In 2007 wisselde hij van team en reed voor het Autobacs Racing Team Aguri. Hij haalde 6 punten in het gehele seizoen. Die 6 punten vergaarde hij in één race, hij eindigde dat seizoen als dertiende.

## Formule 1-carrière
|                       | 2006 | Totaal |
| --------------------- | ---- | ------ |
| Aantal races          | 4    | 4      |
| Aantal zeges          |      |        |
| Aantal pole-positions |      |        |
| Aantal snelste ronden |      |        |
| Aantal podiumplaatsen |      |        |
| Aantal WK-punten      |      |        |
| Aantal Wereldtitels   |      |        |